# Полукеев, Александр Владимирович
Александр Владимирович Полукеев (род. 7 января 1981, Ленинград) — российский и белорусский хоккеист, вратарь. Тренер.

## Биография
Воспитанник петербургского СКА. В сезоне 1997/98 дебютировал в составе «СКА-2». В октябре — ноябре 2000 года провёл пять матчей (пропустил 20 шайб) за СКА в Суперлиге. На драфте НХЛ 2000 года был выбран в 8-м раунде под общим 233-м номером клубом «Тампа-Бэй Лайтнинг». В тренировочном лагере работал с тренером вратарей Джеффом Риззом, который полностью поменял Полукееву технику, обучив стилю «баттерфляй». В сезоне 2000/01 перешёл в петербургский «Спартак». В сезоне 2003/04 играл за саратовский «Кристалл». Два сезона выступал в чемпионате Белоруссии. Лучший вратарь чемпионата 2004/05 в составе «Химика»-СКА Новополоцк, чемпион Белоруссии 2005/06 в составе «Юности» Минск. Был в составе «Металлурга» Жлобин. Вернувшись в Россию, играл за ХК «Дмитров» (2006/07), ХК «Белгород» (2006/07, 2008/09), «Спартак» Москва (2007/08), «Газовик» Тюмень (2008/09), ХК «Саров» (2009/10 — 2010/11), «Ижсталь» Ижевск (2011/12), «Дизель» Пенза (2011/12). Перед сезоном 2012/13 перешёл в краснодарскую «Кубань», но в итоге оказался в украинском клубе «Львы» Львов, где и завершил карьеру. В январе 2013 был заявлен в «Саров».
Сыграл три матча за сборную Белоруссии.
Окончил Национальный государственный университет физической культуры, спорта и здоровья имени П. Ф. Лесгафта (2014).
Стал работать тренером в Санкт-Петербурге. Тренер МХК «Динамо» СПб в сезонах 2013/14 — 2014/15. Детский тренер в СДЮШОР «Динамо» (2013—2014), СДЮШОР «Олимпийские надежды» (2015—2016), «Красная звезда» (2016—2018), «Невский» и «Балтик стар» (с 2019).